# Progress MS-09
Progress MS-09 (w oznaczeniach NASA jako Progress 70 lub 70P) – misja statku transportowego Progress, prowadzona przez rosyjską agencję kosmiczną Roskosmos na potrzeby zaopatrzenia Międzynarodowej Stacji Kosmicznej.
Był to dotychczas najkrótszy lot pojazdu zaopatrzeniowego (3 godziny 40 minut) do ISS.

## Ładunek
Całkowity ładunek, który Progress MS-09 dostarczył na Międzynarodową Stację Kosmiczną ważył ponad 2,5 tony. Statek dostarczył paliwo (530 kg), wodę (420 kg), tlen i powietrze (51 kg) i innego zaopatrzenia (1565 kg).